# 梅小路公園
梅小路公園（うめこうじこうえん）は、京都府京都市下京区観喜寺町、八条坊門町、梅小路頭町にまたがる市営の都市公園（総合公園）である。
指定管理者制度に基づき、公益財団法人京都市都市緑化協会が運営管理している。公園南部は平清盛の邸宅西八条第に該当する。

## 概要
1990年（平成2年）3月に移転した日本貨物鉄道（JR貨物）梅小路駅（現在の京都貨物駅）の跡地に、平安遷都1200年を記念して作られた京都市営の総合公園である。開園は1995年（平成7年）4月29日。
芝生広場、中央広場、いのちの森、朱雀の庭、緑の館、すざくゆめ広場、市電ひろばなどの施設がある。広大な敷地が各種行事（緑化フェア、サーカス、京都音楽博覧会など）に利用されることもある。土日、祝日にはすざくゆめ広場と市電ひろばの間を結ぶ線路で明治時代の京都市電の車両（「チンチン電車」の名で案内されている）の保存運転が行われている。
公園の北東側には京都水族館があるほか、公園西側の山陰本線（嵯峨野線）を挟んだ反対側にはJR西日本が運営していた梅小路蒸気機関車館があった（後述の京都鉄道博物館に拡張・改装するため、2015年8月30日に一旦閉館した）。
この公園で開催された「第11回全国都市緑化フェア」会場の最寄駅として、1994年9月23日から11月20日までの約2か月間のみ緑化フェア梅小路駅が設置されたこともある。

## 再整備
2008年7月にオリックス不動産が公園の一部と隣接地を市から借用する形で内陸型水族館の建設を提案した。また、JR西日本は2009年2月、既存の梅小路蒸気機関車館の隣接地に鉄道博物館を建設することを提案した。これを受け京都市は「梅小路公園再整備の方向性（案）」をまとめた。京都市は、都市公園法にもとづく設置許可を2010年5月にオリックス不動産に与え、2012年3月14日に開業した。またJR西日本は梅小路蒸気機関車館を拡張・リニューアルをした京都鉄道博物館を2016年4月29日に開館した。
2014年3月8日には園内にオープンカフェや大型遊具を設置した「すざくゆめ広場」と、京都市交通局が保管していた京都市電の車両を保存展示した「市電ひろば」が開設された。
2019年12月1日、七条入口広場の東側に「ビバスクエア京都」が開業した。冬は屋外にスケートリンクが設けられる。

## ギャラリー
- 芝生広場（2007年3月）
- 公園内を走行するNo27
- 公園のチンチン電車乗り場
- 公園周辺の空中写真（2020年）
国土交通省 国土地理院 地図・空中写真閲覧サービスの空中写真を基に作成

## 交通
- 鉄道
  - JR東海道新幹線・東海道本線・奈良線・地下鉄烏丸線・近鉄京都線 - 京都駅から西へ徒歩約15分
  - JR嵯峨野線 - 梅小路京都西駅から南に徒歩4分
- 路線バス
  - 「七条大宮・京都水族館前」から徒歩2分「梅小路公園前」すぐ、「梅小路公園・JR梅小路京都西駅前」すぐ